# Suárez (kommun i Colombia, Tolima, lat 4,05, long -74,84)
Suárez är en kommun i Colombia.   Den ligger i departementet Tolima, i den centrala delen av landet, 100 km sydväst om huvudstaden Bogotá. Antalet invånare är 4 519. Arean är 194 kvadratkilometer.
Terrängen i Suárez är kuperad österut, men västerut är den platt.